# Бачковик
Бачковик (слч. Bačkovík) насељено је мјесто са административним статусом сеоске општине (слч. obec) у округу Кошице-околина, у Кошичком крају, Словачка Република.

## Становништво
| Година:    | 1994. | 2004.    | 2014.    | 2024. |
| ---------- | ----- | -------- | -------- | ----- |
| Број људи: | 367   | 411      | 516      | 645   |
| Разлика:   |       | +11,98 % | +25,54 % | +25 % |

| Година:    | 2023. | 2024.   |
| ---------- | ----- | ------- |
| Број људи: | 624   | 645     |
| Разлика:   |       | +3,36 % |

Према подацима о броју становника из 2011. године насеље је имало 480 становника.